# Modiano

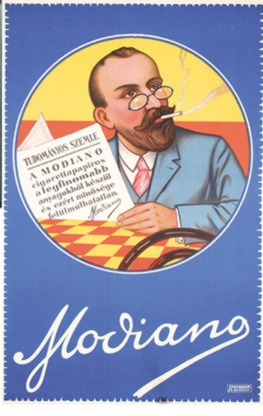
Antiga capsa de paper de fumar Modiano

Modiano (fundada abans de 1884) és una marca italiana de cartes. L'empresa va ser fundada per Saul Modiano a Trieste i inicialment es dedicava a la fabricació de paper de fumar. En 1884 es diversifica cap a la impressió litogràfica, incloent els jocs de cartes. L'any 1987 l'empresa va ser adquirida pel Grup Grafad, la marca Modiano encara s'usa per a cartes i material de jocs.
En la dècada de 1930, els cartells publicitaris de Modiano foren creats per artistes com Sándor Bortnyik i ara es reprodueixen per a la venda.